# کوی‌توجا (گوله)
کوی‌توجا (به ترکی استانبولی: Kuytuca، به ارمنی: Շաքի) یک منطقهٔ مسکونی در ترکیه است که در گوله (شهر) واقع شده‌است. کوی‌توجا ۱٬۰۱۲ نفر جمعیت دارد و ۲٬۰۷۰ متر بالاتر از سطح دریا واقع شده‌است.